# Кокутай

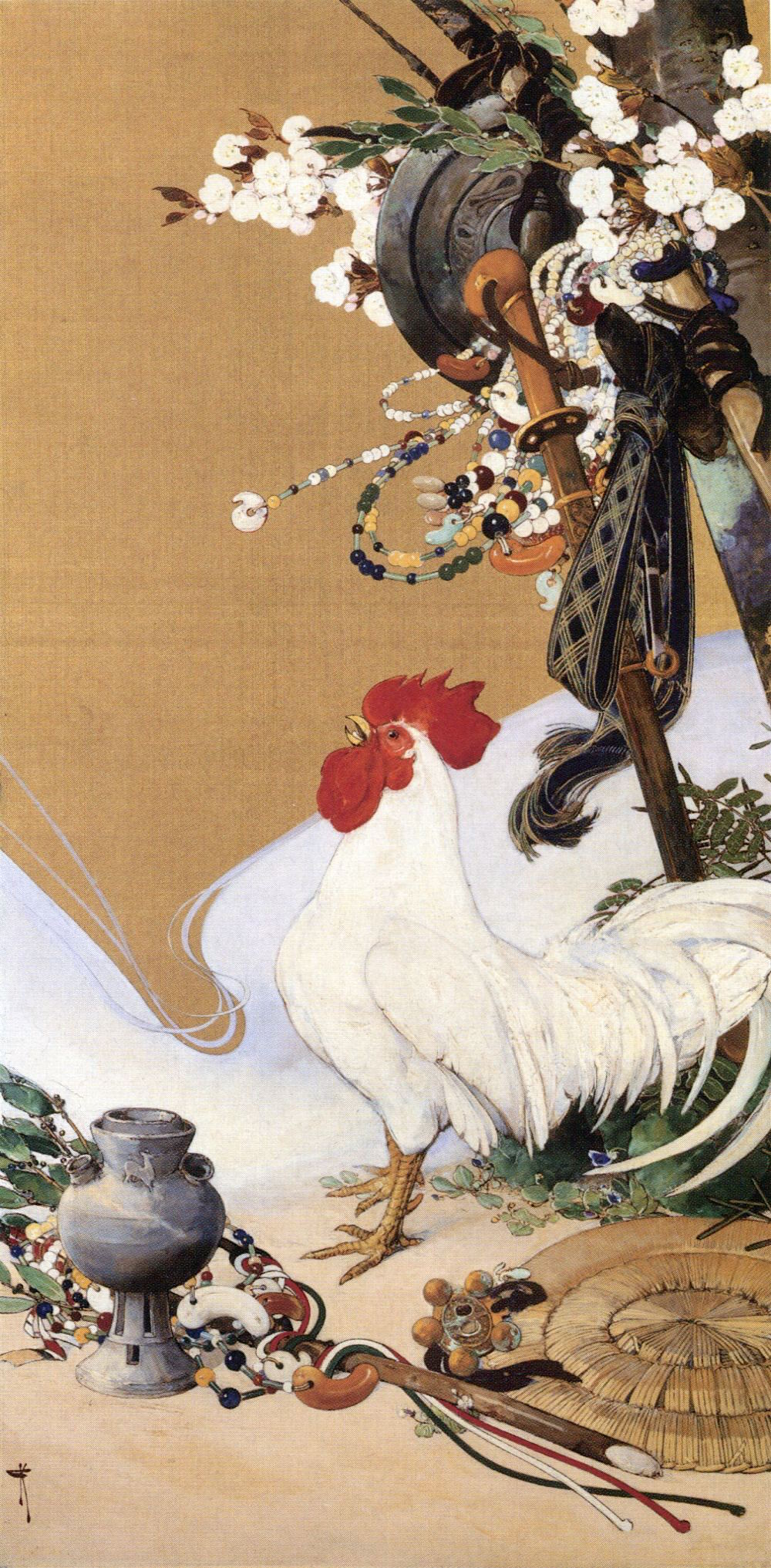
Націоналістичної сутністю кокутаю вважається унікальність японської політії, що походить від лідера божественного походження

Кокутай (яп. 国体, «тіло нації») — ідеологічний конструкт, комплекс ідей, що складають національну ідентичність японців. Його зародження відноситься до періоду Едо, коли філософ Аідзава Сейсісай сформулював основну ідею кокутая як якісь нерозривні зв'язки між японським імператором і його підданими, якісь зв'язки, на думку філософа, і складали «тіло нації». Пізніше поняття «кокутай» стало поширюватися на все, що японці вважали унікальними рисами своєї нації, як то: релігія (синтоїзм), державний устрій, військовий дух (бусидо) і т. п. У період Сева, коли в країні активізувалися різко праві мілітаристські і парафашістські сили, кокутай став використовуватися державною пропагандою, яка стверджувала одночасно найглибші відмінності японців від всіх інших націй і японське перевагу над ними. Після поразки Японії в Другій світовій війні популярність кокутаю як інструменту державної пропаганди значно зменшилася.